# Tiefenried

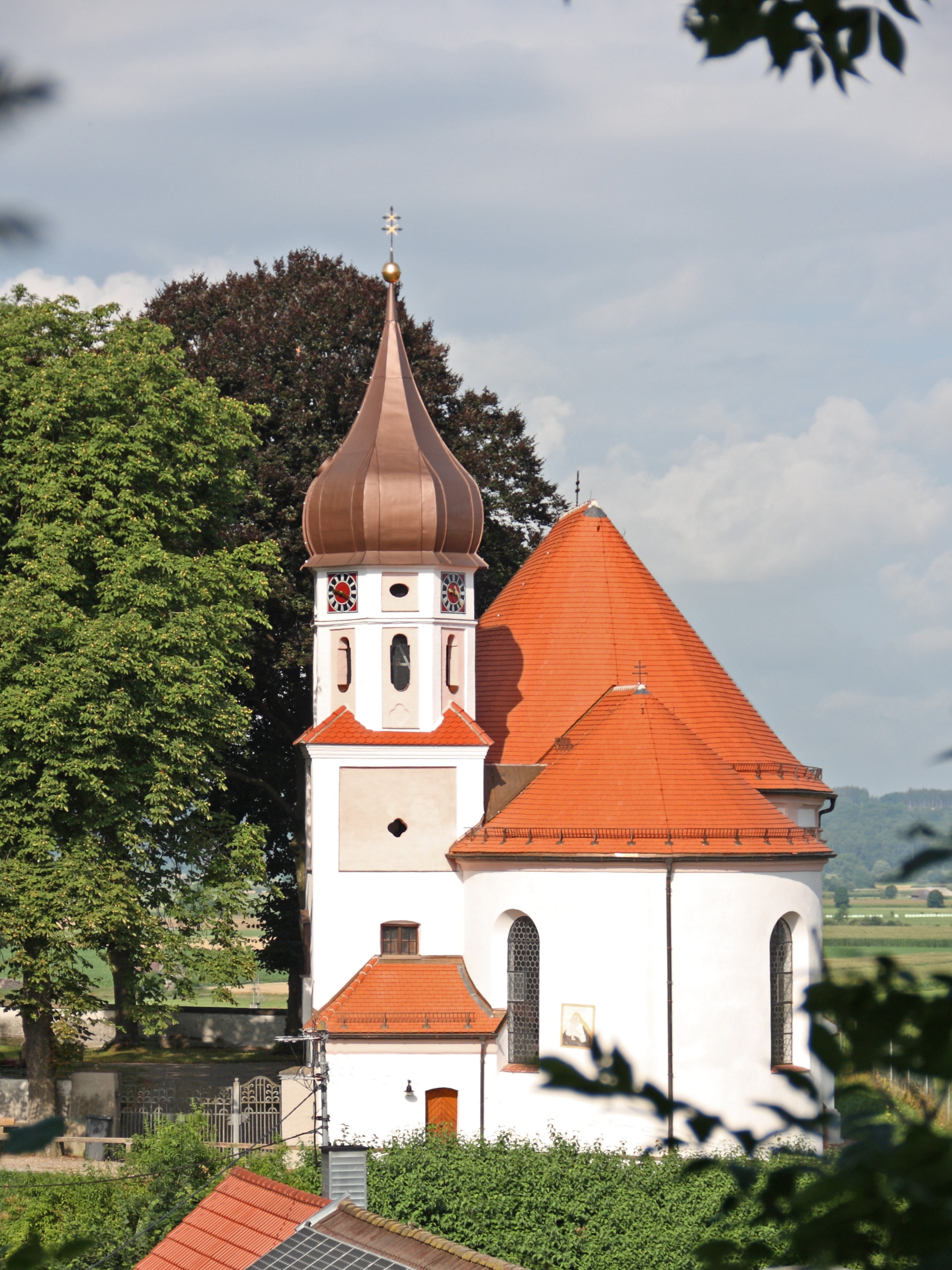
Kirche Maria-Hilf (2015)

Tiefenried ist ein Ortsteil des Marktes Kirchheim in Schwaben im schwäbischen Landkreis Unterallgäu in Bayern.

## Geografie
Das Kirchdorf Tiefenried liegt ca. 35 km südwestlich von Augsburg, 81 km westlich von München und 37 km nordöstlich von Memmingen in der Region Donau-Iller in Mittelschwaben.

### Geologie
Die Kleine Flossach, ein Zufluss der Hasel, fließt an Tiefenried knapp westlich vorbei. Östlich von Tiefenried liegt der Naturpark Augsburg-Westliche-Wälder auf der Iller-Lech-Platte, während Tiefenried unten im Mindeltal liegt.

### Verkehrsanbindung
Tiefenried liegt an der Staatsstraße 2025, über die man im Norden nach Balzhausen und im Süden nach Derndorf kommt. Nach Westen führt eine Straße nach Mindelzell und Ursberg und in Richtung Osten erreicht man Haselbach.

## Geschichte
1362 wurde Tiefenried erstmals als Besitz des Klosters Ursberg urkundlich erwähnt. 1465 kaufte Ludwig von Knöringen Tiefenried und verkaufte es 1480 an zwölf ansässige Bauern. 1492 hatte der Ort zwölf richtige Anwesen und kam in den Besitz des Damenstifts Edelstetten. 1583 wurde Tiefenried an Marquard von Stein zu Jettingen und Mattsies verkauft. Nach dem missglückten Versuch das nahe Mindelried trockenzulegen ging er jedoch Bankrott, da er die für das Projekt von den Fuggern geliehenen 51.000 Gulden nicht zurückzahlen konnte. Als Folge kaufte 1589 Hans Fugger den Ort zur Ergänzung seiner benachbarten Herrschaft Kirchheim.
Im Jahr 1775 kam Tiefenried wieder an das Ursberger Kloster. Im Jahr 1852 bestand das Dorf aus 27 Anwesen und wurde 1818 (Zweites Gemeindeedikt) eine selbstständige Gemeinde. 1978 wurde Tiefenried im Zuge der Gebietsreform vom Landkreis Krumbach (Schwaben) in den Markt Kirchheim und in den neu gegründeten Landkreis Unterallgäu eingegliedert.

## Wirtschaft
Im Süden des Dorfes befindet sich ein Photovoltaik-Park. Ebenfalls vorhanden ist das Zimmerei- und Trockenbauunternehmen Schreiner & Klempner Josef Schiegg.